# Euphrasia hudsoniana
Euphrasia hudsoniana là loài thực vật có hoa thuộc họ Cỏ chổi. Loài này được Fernald & Wiegand mô tả khoa học đầu tiên năm 1915.